# Països Baixos austríacs
El Països Baixos austríacs comencen el 1713, amb el Tractat d'Utrecht, quan els Països Baixos espanyols passen sota la dominació dels Habsburgs, tot i haver-hi un control militar a certes ciutats fortificades per la República.
El govern mantindrà l'administració central organitzada a Brussel·les pels espanyols. A poc a poc, sota la influència de les idees de la Il·lustració l'administració se centralitza i uns grans projectes d'industrialització principalment al comtat d'Hainaut. Com que els neerlandesos bloquejaven el port d'Anvers i que els francesos havien annexionat el port de Duinkerke, van desenvolupar el port de Nieuwpoort i el canal Bruges-Oostende per a obtenir accés al mar.
Al mateix moment, els prínceps-bisbe del principat de Lieja continuaven la política industrial, ja començat el segle anterior i van modernitzar el sistema educatiu. Les indústries de Lieja i dels Països Baixos eren concurrents, tot i que també interdependents: faltava fer de Luxemburg als liegesos, i productes metal·lúrgics liegesos a Charleroi. Sovint el principat està dibuixat a les mapes com a part d'Àustria (i la futura Bèlgica), malgrat que mai no va fer part dels Països Baixos Austríacs.Tret de la industrialització, els Austríacs també van desenvolupar l'educació (Acadèmia imperial i reial de les belles Arts i les Ciències) a Brussel·les. Aquesta modernització imposada des del centre de l'imperi a Viena que implicava un afebliment de la influència de l'església catòlica no agrada gaire al clericat ni als nobles conservadors.
El 1790, les tropes austríaques sofreixen una desfeta militar a Turnhout durant la revolució brabançona. Segueix un episodi d'uns mesos dels Estats Units bèlgics independents. La discòrdia entre els catòlics conservadors i els liberals inspirats per la iIl·lustració facilitarà el retorn del govern austríac fins a l'arribada dels revolucionaris francesos el 1792, que incorporen el territori després de la batalla de Jemappes. Al 18 de març de 1793 l'exèrcit austríac va tornar a conquerir el territori després de la batalla de Neerwinden. Al 26 de juny de 1794 la victòria francesa a la Batalla de Fleurus va tornar el territori a França. El 1795, els francesos van batejar el departament de Jemappes com a recordatori de la victòria. Després del Tractat de Campo Formio de 1797, els austríacs cedeixen el territori als francesos.